# Berliner Gramophone

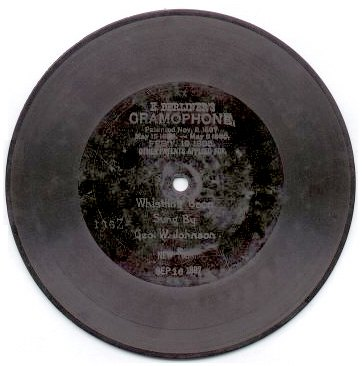
Disque Berliner Gramophone de George W. Johnson, sorti en 1897.

Berliner Gramophone — dont les disques sont identifiés par le logo « E. Berliner's Gramophone » — est le premier label discographique au monde (et le seul pendant près de dix ans). Ses disques étaient adaptés au gramophone, invention d'Emile Berliner, en concurrence avec les phonographes cylindriques fabriqués en cire, plus courants dans les années 1890, et qui pouvaient enregistrer.

## Histoire
Emile Berliner dépose les brevets américains 372 786 et 382 790 pour le gramophone, respectivement le 8 novembre 1887 et le 15 mai 1888, avant la fondation du label North American Phonograph Company, qui a d'abord produit et mis sur le marché le disque cylindrique, et le disque plat Berliner, qui est donc à peu près le contemporain du support cylindrique, bien qu'il ait fallu plus de temps à Berliner pour commencer la production de ses disques en Amérique. Bien que basé à Washington, D.C., la première entreprise commune de Berliner est fondée en Allemagne en 1889 avec le fabricant de jouets Kämmer & Reinhardt. La machine Kämmer & Reinhardt utilisait des disques en caoutchouc dur de 12,7 centimètres (5 pouces) et quelques machines et disques sont exportés en Angleterre. Un disque de Twinkle, Twinkle Little Star sorti en 1890, probablement réalisé par Berliner lui-même, est le plus ancien disque de la bibliothèque de la BBC ou de la Bibliothèque nationale de France et est présenté comme le plus ancien disque commercial au monde, bien que cela ait été réfuté depuis. L'entreprise Kämmer & Reinhardt n'a pas duré très longtemps, mais on ne sait pas exactement combien de temps.
Au début des années 1890, Berliner tente de fonder sa première société américaine, l'American Gramophone Company, à New York, mais elle s'effondre avant d'avoir produit une seule machine ou un seul disque. De retour à Washington, Berliner tente à nouveau sa chance sous le nom de United States Gramophone Company et commence à fabriquer des machines et disques de 17,78 centimètres (7 pouces) en caoutchouc dur en 1894. Quelques disques en celluloïd sont également fabriqués. En 1895, le caoutchouc dur est remplacé par un composé de gomme-laque, qui, sous diverses formulations, reste le matériau standard pour les disques jusqu'à l'introduction, dans les années 1930, des premiers disques vinyles, d'abord fabriqués uniquement pour la radio et d'autres applications spéciales. Les premiers enregistrements étaient réalisés sur des plaques de zinc, qui étaient ensuite galvanisées et dont on tirait une « mère » d'image négative pour estampiller les disques. L'incendie de l'usine de Washington, D.C., le 29 septembre 1897, qui a détruit une centaine de bandes masters non édités et tout son équipement de fabrication de disques, marque un tournant décisif pour Berliner. Quelques mois plus tard, cependant, Berliner était à nouveau opérationnel, certains aspects de la production de disques ayant été transférés à Philadelphie.
Alors que la popularité du gramophone commence à croître, Berliner se trouve confronté à des copies de ses brevets. En 1898, Berliner ferme au moins deux entreprises qui s'inspiraient de ses modèles commerciaux et, dans le premier cas, de ses produits. En 1899, Berliner découvre que Frank Seaman est à l'origine d'une machine appelée zonophone qui semble être une réplique exacte du gramophone. Furieux, Berliner coupe tout approvisionnement à New York, ce qui s'avère être une erreur fatale. Seaman porte plainte pour rupture de contrat et, en juin 1900, le tribunal accorde une injonction à Berliner et à la United States Gramophone Company. Bien que Berliner ait par la suite tenté à plusieurs reprises de faire annuler l'injonction, celle-ci est maintenue et contraint Emile Berliner à se retirer du marché des gramophones aux États-Unis.
Berliner transfère ses brevets à Eldridge Johnson, qui change alors le nom de la porte pour le sien, bien que Berliner conserve une part dans la nouvelle société. En mars 1901, Johnson enregistre le nom Victor Talking Machine Company et lance la marque plus tard dans l'année. En 1905, la société reprend la tête du marché américain des disques, tandis qu'en 1906, le zonophone de Seaman figure dans l'index des récepteurs.

## Intérêts à l'étranger
En 1895, le comédien Billy Golden présente Berliner à Fred Gaisberg, qui, avec Barry Peter Owen — un associé de confiance au sein de la National Gramophone Company — aide Berliner à établir ses intérêts à l'étranger. Bien que le partenariat allemand avec Kämmer & Reinhardt soit terminé depuis longtemps, Berliner détient toujours des brevets en Allemagne et en Angleterre. En 1898, Owen fonde la filiale de Berliner en Angleterre, qui prend finalement le nom de Gramophone and Typewriter Ltd ; en 1931, cette société fait partie de celles qui sont intégrées à EMI. La même année, Gaisberg crée la filiale allemande de Berliner sous le nom de Deutsche Grammophon ; c'est le label discographique qui a duré le plus longtemps dans l'histoire sous sa charte originale, jusqu'à son rachat final par Universal Music Group en 1999. Gaisberg a également fondé une filiale de Berliner à Saint-Pétersbourg, en Russie, en 1901.
E. Berliner Gramophone of Canada est créée en 1899. Elle s'installe d'abord dans l'immeuble de la rue de l'Aqueduc de la Northern Electric à Montréal, au Québec, et commence à commercialiser des disques et gramophones l'année suivante. En 1904, la société reçoit sa charte sous le nom de Berliner Gram-o-phone Company of Canada. Les premiers enregistrements sont importés à partir de masters enregistrés aux États-Unis, jusqu'à ce qu'un studio d'enregistrement soit établi à Montréal en 1906.
C'est au Canada que le nom Berliner dure le plus longtemps en tant que label discographique. En 1918, Herbert Berliner, le fils d'Emile Berliner, quitte Berliner Gram-O-Phone et fonde la Compo Company, tandis que le frère cadet d'Herbert, Edgar, reste directeur général de Berliner Gram-O-Phone. En 1924, la société Canadian Berliner est rachetée par la société américaine Victor et devient la Victor Talking Machine Company of Canada. Emile Berliner décède en 1929 — l'année même où RCA rachète Victor — et Edgar Berliner démissionne de Canadian RCA en 1930.
Les installations de Berliner Gram-o-phone à Montréal, un complexe d'immeubles situés au 1001 rue Lenoir et au 1050 rue Lacasse dans le quartier St-Henri, deviennent le siège de RCA Victor Canada au cours des décennies suivantes, développant et produisant des produits de haute technologie tels que des systèmes de relais radio à micro-ondes, des satellites de communication, des équipements de télédiffusion, etc. Depuis la dissolution de RCA en 1986, les bâtiments sont transformés en un ensemble polyvalent de bureaux et de commerces, dont une partie est occupée par le Musée des ondes Émile Berliner, qui documente l'histoire de l'homme, de son entreprise et de l'ensemble des bâtiments. L'historique Studio Victor qui s'y trouve était jusqu'en 2014 un studio d'enregistrement actif. En 2015, La hacienda creativ a utilisé le studio pour des enregistrements jusqu'en 2021.

## Postérité et préservation

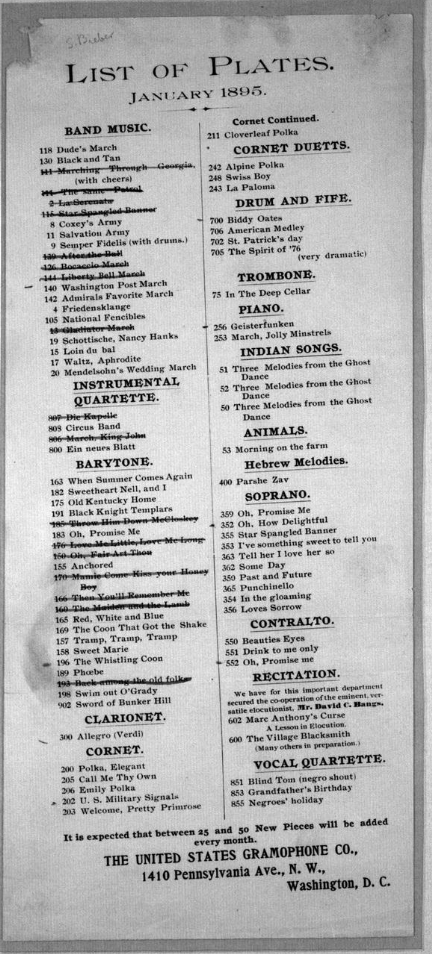
Liste des enregistrements de Berliner Gramophone en Janvier 1985 disponibles à la vente.

L'éventail des enregistrements de Berliner était plus large que celui proposé par les fabricants de cylindres dans les années 1890. Naturellement, Berliner était bien approvisionné avec les sélections typiques d'orchestres et de chansons que l'on trouve habituellement sur les cylindres, mais il s'est également lancé dans la musique pour piano, le ragtime, les discours, les sermons, les solos instrumentaux et certains documents ethnographiques, à une plus grande échelle que ses concurrents. Dès le début, les filiales européennes de Berliner se sont fortement investies dans l'opéra et la musique classique, qui n'ont été exploités qu'indirectement par les entreprises américaines de production de cylindres, du moins dans les années 1890.
Documenter la production d'American Berliner s'est avéré une tâche ardue, car les enregistrements originaux sont des objets de collection rares et la société utilisait un système de numérotation par blocs qui semble n'avoir que peu de sens. Bien que communément appelées « matrices Berliner », il ne s'agit pas de véritables numéros de matrice, mais de numéros de catalogue visant à conserver le même numéro pour chaque sélection, même si un titre donné a été réenregistré par un autre artiste. Les réenregistrements ultérieurs sont généralement affectés d'un suffixe alphabétique, généralement « W-Z » pour les premières sorties. Cependant, la date d'enregistrement ou de traitement de la matrice est généralement inscrite sur l'étiquette, mais comme Berliner n'utilisait pas d'étiquettes en papier, il est parfois difficile de lire ces informations. Un nouveau système de numérotation simple et plus ou moins séquentiel est mis en place en mars 1899, dans lequel chaque numéro est précédé d'un zéro (jamais utilisé auparavant) et le suffixe de la lettre, lorsqu'il est présent, indique la catégorie, par exemple « A » pour la fanfare, « F » pour le banjo, « N » pour le quatuor vocal. Les matrices à l'étranger de Berliner utilisaient des stratégies entièrement différentes, et de nombreuses à la plupart d'entre elles ont été documentées par le discographe Alan Kelly.
En 2014, l'EMI Archive Trust annonce une initiative en ligne visant à collecter des informations sur les disques Berliner dans le monde entier. La Bibliothèque nationale du Canada possède ce qui semble être la plus grande concentration de disques Berliner en un seul endroit, soit près de 18 000 articles, collectionnés en grande partie par Fred Gaisberg au cours des premières années de l'entreprise. Une autre grande concentration de disques Berliner canadiens est détenue par la Bibliothèque nationale du Canada, qui a mis en place le Gramophone virtuel sur le web pour y donner accès, bien que l'accent soit mis principalement sur les artistes canadiens.
Le Musée des ondes Émile Berliner, situé à Montréal, au Québec, dans l'une des anciennes usines RCA Victor, possède une collection importante de disques et de gramophones Berliner.